# 미할 마르티칸
미할 마르티칸(슬로바키아어: Michal Martikán, 1979년 5월 18일~)은 슬로바키아의 카누 선수이다. 1993년에 슬로바키아가 독립한 이후 처음으로 올림픽에서 금메달을 획득한 선수로 올림픽에서 금메달 2개, 은메달 2개, 동메달 1개를 획득했다. 이는 카누 슬라럼 올림픽 최다 메달 기록이다. 또한 세계 선수권 대회와 유럽 선수권 대회에서 C-1 개인전 부문 4회 우승했다.